# 巣田祐里子
巣田 祐里子（すだ ゆりこ、1965年5月6日 - ）は日本の漫画家。東京都出身。
かつてはアニメのパロディ作品やメディアミックス関連作品を中心に活動していたが、現在は少年漫画を経て少女漫画がおもになっている。

## 経歴・人物
牡牛座のA型で、趣味はテディベア集めなど。ゲームや文学、パジャマが好き。
1982年『だっ題を考えるのを忘れたっ』（『アニパロコミックス』みのり書房）にてデビュー。
『アニパロコミックス』休刊以降は角川書店に活動の場を移し、『月刊少年エース』や『月刊Asuka』などで連載作品を持っている。
また、「くるみぎ☆くるみ」というペンネームでボーイズラブ系(いわゆるショタ系の凌辱モノ)も手掛けている。

## 作風
おもに学園系、ファンタジー系が多くみられる。読者の年齢に合わせてか作品の大半は学生が主人公。また、魔法チックなものもあり、すべての作品に共通している。
『キャプテン翼』『聖闘士星矢』『銀牙 -流れ星 銀』『機甲警察メタルジャック』等のパロディ作品を多数執筆していたことでも有名。
またほぼ全てのパロディ作品内で、着ぐるみの人間のような動きをするウサギ（二本足で立つなど）を登場させたことも大きな特徴である。
プラカードを持つ・作品中に小道具の雨を降らせるなど、アニメ版うる星やつらの黒子に似た楽屋落ち・狂言回し的なキャラクターであった。
『魔法少女リリカルなのは』シリーズの原作者である都築真紀は絵柄について巣田からかなり影響を受けたと語っている。

## 作品リスト

### 巣田祐里子名義

#### 単行本
- Go! WEST（みのり書房）
- ゆりこ みっくす（みのり書房）
- 極東天国!（みのり書房）
- YURIKO BLEND（みのり書房）
- 迷走次元で会う日まで（ラポート）
- 魔境学園風雲記 ハーフ&ハーフ（竹書房→復刊のため角川書店に移籍）
- 地方特産!闇の戦い（ラポート）
- エクスカリバー!（新声社）
- おまかせ S×S（シークレット★スター）（角川書店）
- 魔境学園風雲記ハイパーハーフ&ハーフ（角川書店）
- 異界繁盛記 ひよこや商店（角川書店）
- ソラとアラシ→逢魔警察 ソラとアラシ（角川書店）

（※復刊等で出版社変更有り）

#### 単行本未収録
- パラダイス→パラドックス(ヤングキングアワーズ2011年2月号・4月号・5月号)

#### 画集
- シトラスセロリ（みのり書房）
- WAI!WAI!WAI!（ラポート）

#### 小説挿絵
- O・P・ハンター（角川書店）
  - 神坂一著の角川スニーカー文庫レーベルより発刊された短編集。
  - 巣田は収録短編の内の一編『夜を渡るもの』の本文挿絵を担当。

#### ドラマCD
- 異界繁盛記 ひよこや商店（マリン・エンタテインメント）
- 異界繁盛記 ひよこや商店 第二巻（マリン・エンタテインメント）
- 逢魔警察 ソラとアラシ（ランティス）

### くるみぎ☆くるみ名義

#### 単行本
- お願い!!魔神様♥（竹書房）
- きっず♥チャンネル!!（笠倉出版社）

#### アンソロジー
- Love-X（ラブ・エックス） Volume.2.6.8
- Baby-X（ベイビー・エックス） Volume.2
- Xkids（バイキッズ） 7
- Mkids（エムキッズ） 1
- XX（ダブルエックス） Vol.13
- テディボーイ 1-6

※現在、多数が絶版になっている。